# (4817) 1984 DC1
(4817) 1984 DC1 là một tiểu hành tinh vành đai chính. Nó được phát hiện bởi Henri Debehogne ở Đài thiên văn La Silla ở Chile ngày 27 tháng 2 năm 1984.